# Szkoła przetrwania (serial telewizyjny 2000)
Szkoła przetrwania (ang. Higher Ground) – amerykański serial telewizyjny o tematyce młodzieżowej. Światowa premiera projektu odbyła się 14 stycznia 2000 roku. Serial liczy sobie dwadzieścia dwa odcinki. We wszystkich występują A.J. Cook, Hayden Christensen oraz Joe Lando, którzy są gwiazdami produkcji. W Stanach Zjednoczonych Szkołę przetrwania wyemitował Fox Family Channel (obecnie ABC Channel). W Polsce serial pokazany został przez stację Polsat, a w 2014 roku - przez CBS Drama.

## O serialu
Mount Horizon jest oryginalnym pomysłem Petera Scarbrowa. To umiejscowiona pośród gór szkoła dla młodzieży z problemami, której Scarbrow jest dyrektorem. Do placówki przyjeżdża właśnie Scott Barringer. Poznaje innych nastoletnich buntowników: Shelby Merrick, Katherine Ann Cabot, Auggie'go Ciceros, Ezrę Friedkina i Juliette Waybourne. Serial ukazuje zmagania z kłopotami, jakie niesie ze sobą wiek dojrzewania, których doświadczają główni bohaterowie.

## Obsada
- Joe Lando – Peter Scarbrow (22 odc., 2000)
- Hayden Christensen – Scott Barringer (22 odc., 2000)
- A.J. Cook – Shelby Merrick (22 odc., 2000)
- Kandyse McClure – Katherine Ann "Kat" Cabot (22 odc., 2000)
- Jorgito Vargas Jr. – Auggie Ciceros (22 odc., 2000)
- Meghan Ory – Juliette Waybourne (22 odc., 2000)
- Kyle Downes – Ezra Friedken (22 odc., 2000)
- Anne Marie Loder – Sophie Baker (18 odc., 2000)
- Jewel Staite – Daisy Lipenowski (17 odc., 2000)
- Kett Turton – David Ruxton (3 odc., 2000)